# Caney Fork
La Caney Fork ((en) Caney Fork River) est une rivière des États-Unis, affluent de la rivière Cumberland et qui fait partie du bassin du fleuve Mississippi par l'Ohio.

## Parcours
La rivière prend sa source dans le comté de Cumberland à environ 10 kilomètres à l'ouest de Crossville, au centre de l'État du Tennessee. Le barrage Great Falls (en) a créé un grand lac de barrage sur la rivière au niveau du comté de DeKalb. La rivière s'écoule ensuite vers le nord-ouest pour se jeter dans la rivière Cumberland en face de la ville de Carthage, siège du comté de Smith.

## Principaux affluents
- Calfkiller
- Collins
- Rocky